# Économie de l'Ariège

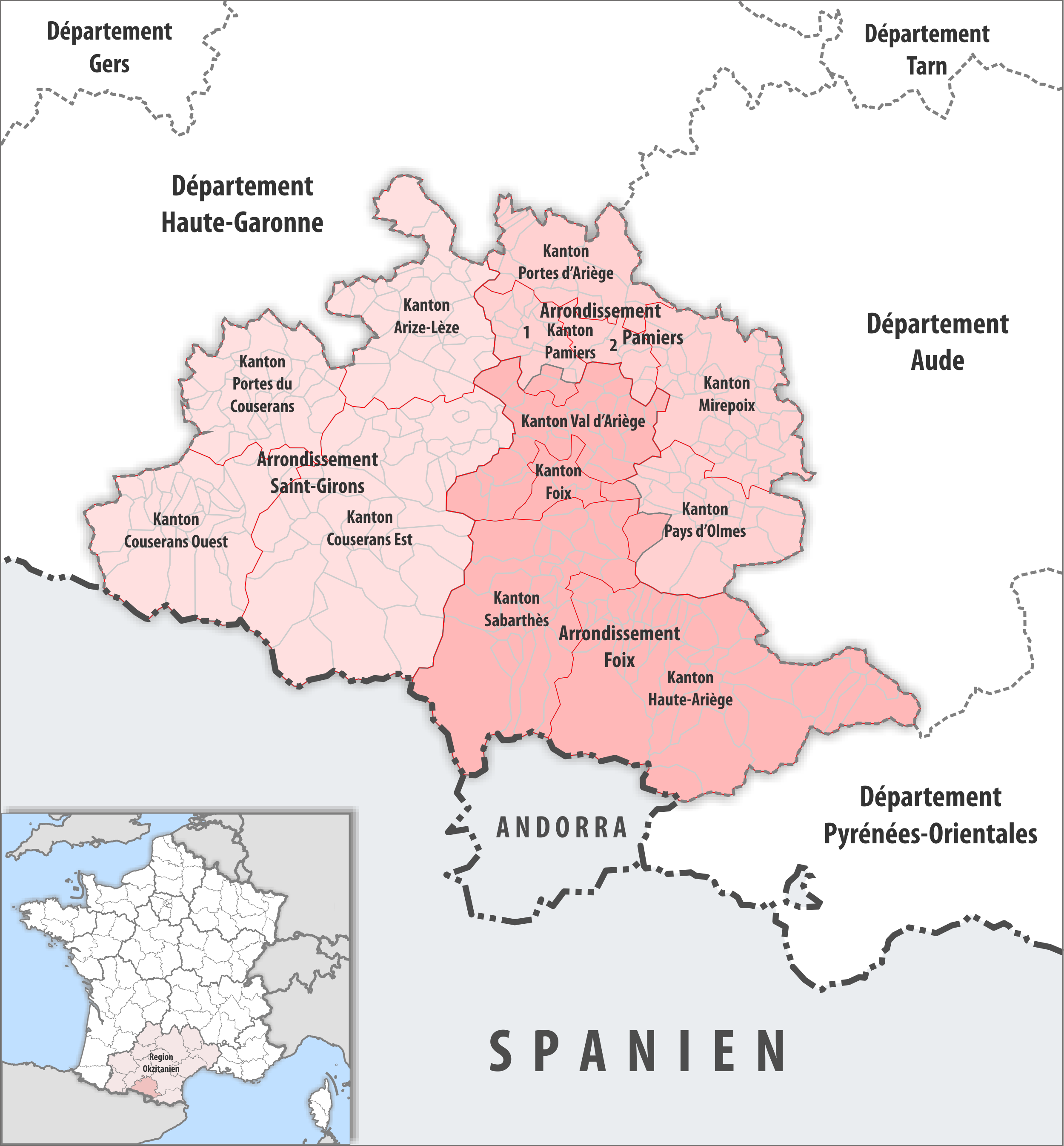
Carte du département

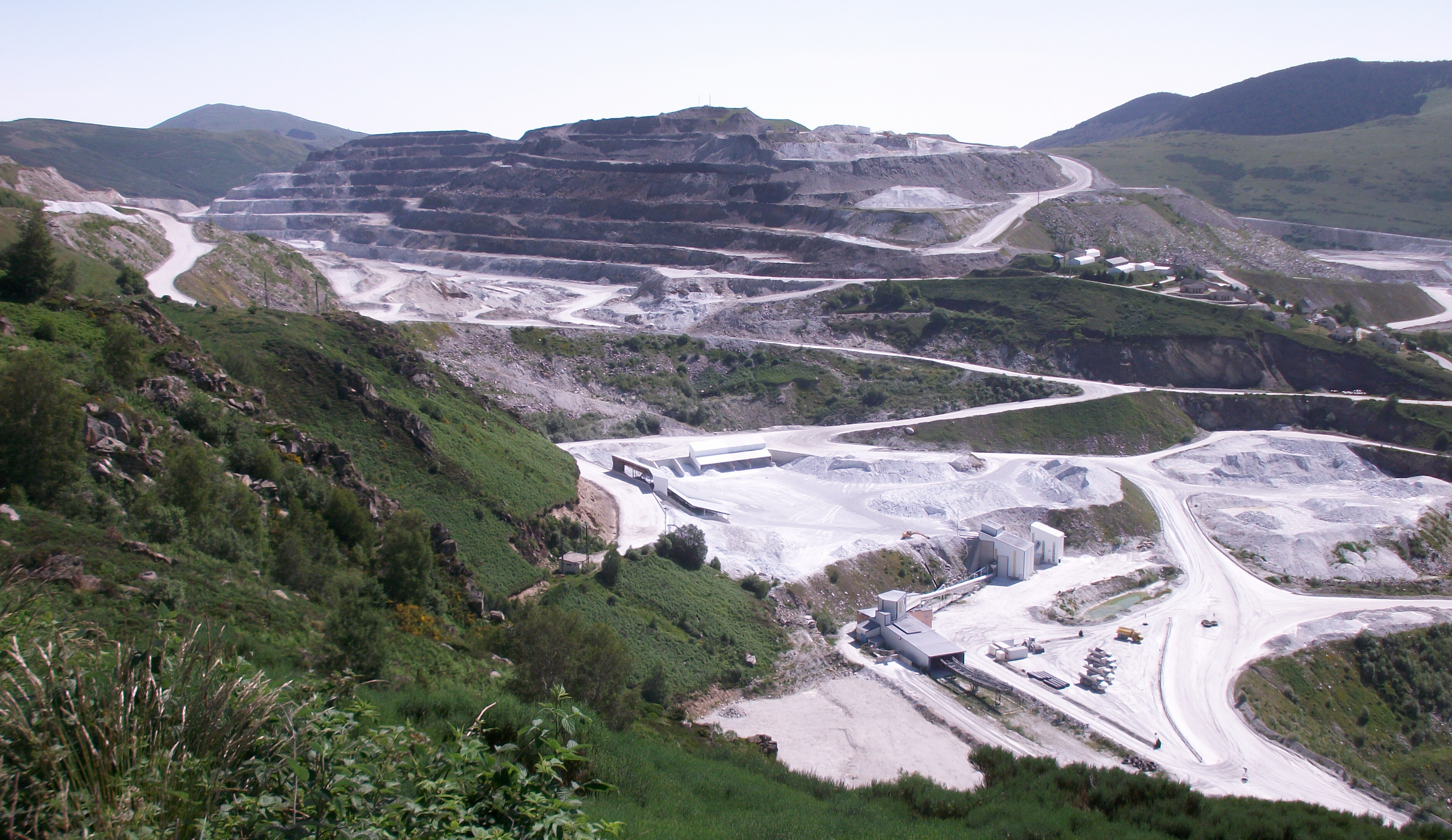
La carrière de talc de Trimouns en 2016.

L'économie de l'Ariège a reposé au XIXe siècle sur l'industrie, en particulier la sidérurgie de l'aluminium à Auzat et Tarascon-sur-Ariège, le textile dans le pays d'Olmes (Lavelanet, Laroque-d'Olmes...), la papeterie en Couserans (Eycheil, Engomer...) ainsi que les fromageries.
Des activités extractives nombreuses et parfois importantes, liées au potentiel géologique des Pyrénées, n'ont pas survécu au XXe siècle à l'exception notable dans le massif de Tabe de la carrière de talc de Trimouns et son usine liée à Luzenac.
Après la crise de ces industries à la fin du XXe siècle, le département tente de promouvoir de nouvelles activités basées notamment vers des technologies à bonne valeur ajoutée (sous-traitance aéronautique, chimie, biotechnologies...) et sur le tourisme induit par l'attrait des Pyrénées et d'une nature préservée. 

## Données globales
Petit département par sa population cependant en légère croissance depuis 1982, avec 154 596 habitants (2021), l'Ariège se classe devant les cinq  départements les moins peuplés en 2020, à savoir la Lozère (76 633 habitants), la Creuse (115 995 habitants), le Territoire de Belfort (140 120 habitants), les Hautes-Alpes (140 605 habitants) et le Cantal (144 379 habitants). Cette stabilité globale est à remarquer alors que nombre de départements connaissent un déclin important. Celle-ci s'explique notamment par l'héliotropisme, un immobilier accessible et un environnement privilégié qui attirent des télétravailleurs,, des artistes, des jeunes retraités... rassurés par la facilité d'accès à la métropole toulousaine.
En 2013, le tissu économique de l'Ariège, forcément plus dynamique en piémont et notoirement en basse Ariège, se caractérisait par la présence de 17 343 entreprises dont environ les 2/3 dans le secteur tertiaire, 19 809 établissements et 39 967 postes salariés.

## Les 10 premières entreprises en Ariège
Classées par ordre décroissant de chiffre d'affaires publié,. Mise à jour au 16 août 2019 :
- Maestria - Pamiers - 144 M€ - Fabrication et distribution de peintures pour le bâtiment, signalisation routière, sols et anti-corrosion[8]

- Imerys - Luzenac - 111 M€ - Extraction de carrières et la production de talc.

- Jinjiang - Tarascon-sur-Ariège - 50 M€ - Fonderie d'aluminium, sur un site ancien de Pechiney

- Adient Fabrics France - Laroque d'Olmes - 42 M€ - Fabrication et la distribution de textiles pour l'industrie automobile.

- Recaero - Verniolle - 37 M€ - Pièces de rechange, sous-ensembles et de kit de modification pour l'aéronautique.

- Coopérative Synergie viande - Pamiers - 33 M€ - Coopérative agricole.

- Saica Nature Sud - ZI Caumont- 30 M€ - Collecte, recyclage et valorisation de déchets industriels banals, produits sidérurgiques, vieux papiers. Location de bennes.

- Coopérative agricole Plaine de l'Ariège - Le Vernet 30 M€ - Coopérative agricole.

- Les Menuiseries ariègeoises - Saint-Paul-de-Jarrat - 20 M€ - Cercueils, articles funéraires.

- Danjean Logistique - Mazères - 20 M€ - Entreposage à température dirigée, industriel ou agricole.

## Accompagnements de projet et zones d'activités
Le Conseil départemental de l'Ariège a toujours accompagné les porteurs de projets via des structures dédiées comme Initiative Ariège et en partenariat avec les communautés de communes. En 2021, 57 zones d'activités diverses sont en place sur l'ensemble du département avec différentes spécificités ainsi qie 3 pépinières d'entreprises, 4 hôtels d'entreprises et 4 centres d'affaires.